# Don't Stop (Status Quo-album)
Don't Stop är ett cover-musikalbum av Status Quo som gavs ut 1996, i samband med att gruppen firade 30 år.  Artister som The Beach Boys, Brian May och Maddy Prior gästar.

## Låtlista
1. "Fun, Fun, Fun" (Mike Love/Brian Wilson) - 4:03 (gästartist: The Beach Boys)
2. "When You Walk in Room" (Jackie DeShannon) - 4:05
3. "I Can Hear the Grass Grow" (Roy Wood) - 3:27
4. "You Never Can Tell (It Was a Teenage Wedding)" (Chuck Berry) - 3:50
5. "Get Back" (John Lennon/Paul McCartney) - 3:23
6. "The Safety Dance" (Ivan Doroschuk) - 3:56
7. "Raining in My Heart" (Boudleaux Bryant/Felice Bryant) - 3:32 (gästartist: Brian May)
8. "Don't Stop" (Christine McVie) - 3:40
9. "Sorrow" (Bob Feldman/Jerry Goldstein/Richard Gottehrer) - 4:14
10. "Proud Mary" (John Fogerty) - 3:30
11. "Lucille" (Al Collins/Little Richard) - 2:58
12. "Johnny and Mary" (Robert Palmer) - 3:35
13. "Get Out of Denver" (Bob Seger) - 4:09
14. "The Future's So Bright, I Gotta Wear Shades" (Pat MacDonald) - 3:36
15. "All Around My Hat" (Traditional) - 3:56 (gästartist: Maddy Prior)